# Nagyszalóki-csúcs
A Nagyszalóki-csúcs (szlovákul Slavkovský štít) 2452,4 m magas hegycsúcs a Magas-Tátrában, Szlovákiában.
A Nagyszalóki-csúcs szélesen elnyúló, óriási hegytömege a főgerincből a Kis-Viszóka-csúcsnál K-re kiágazó, 6 km hosszú mellékgerinc utolsó orma. A D. és a DNY. hegyoldalt elválasztó tompa hát alul a hegy lába elé kitolt Szénaboglyában (Senná kopa, Heuhaufen, 1856 m) fut ki. Nyugati gerincének 2345 m gerincpúpjából (Nagy-Szalóki-gerincpúp) É felé egy gerincnyúlvány indul, amely a hegy É. oldalában levő Mauksch-gödröt a Kanalastorma-tó katlanától választja el. A csúcs K. gerincének felső részéből a Királyorr (Slavkovský Nos, Królewski Nos, Königsnase, 2283 m) ugrik ki, a gerinc végső nyúlványa a Tarajka.
Első megmászók: idősebb Buchholtz György és társai, 1664. VII. 16.
Keleti gerinc, a Tarajkáról a siklóvasút felső állomásánál kiinduló, piros jelzésű Felső-turistaútra (Magistrála). 20 p múlva balról beletorkollik az Ótátrafüredről a „Hét-forrás” mellett feljövő sétaút. Kevéssel utána egy kék jelzésű gyalogút ágazik el élesen jobbra, kicsit visszafelé (Weisz út), amely a lejtőn felfelé kanyarogva felvisz a csúcs k. gerincére, amelyet az ún. Miksa-magaslatnál (Maximiliánka) ér el (vaskorláttal ellátott kilátóhely: 1612 m, 45 p). Innen az ösvény a gerincen vagy annak D. oldalán vezet fel 2 ó 30 p alatt a Királyorrhoz, amely a Nagyszalóki-csúcs előcsúcsa. A hagyomány szerint zergevadászat közben feljutott idáig Hunyadi Mátyás is, ezért használatos a „Királyorr” elnevezés.
Mögötte a gerinc széles, lapos nyerget alkot (Királyorr-nyereg), amely fölött már a csúcs kupolája emelkedik. Az ösvény innen a széles gerinc bal oldalán törmeléken és tömbök között vezet fel a csúcsra (30 p; összesen: 4 ó).